# Đồng Xoài
Đồng Xoài wymowaⓘ – miasto w południowym Wietnamie, stolica prowincji Bình Phước. W 2008 roku ludność miasta wynosiła 27 842 mieszkańców.